# Fernando José Martínez Roda
Fernando José Martínez Roda (Requena, 19 de febrer de 1948) és un empresari i expolític valencià, diputat de les Corts Valencianes entre 1983 i 1991.
Es va llicenciar en Ciències Econòmiques per la Universitat de València. Entre 1972 i 1983 va treballar com a gerent de l'empresa vitivinícola familiar Hijos de Martínez Bermell CB i el 1983 i va ser fundador i conseller delegat de la Compañía Vinícola del Campo de Requena. També fou fundador de l'Associació Comarcal de Viticultors Camp de Requena-Utiel i vocal del Consell Superior del Cooperativisme Valencià.
Políticament va ingressar a Alianza Popular, partit amb el qual el 1981 fou nomenat president comarcal de la Plana d'Utiel i elegit diputat a les eleccions a les Corts Valencianes de 1983 i 1987. De 1983 a 1991 fou secretari de la Comissió d'Agricultura, Ramaderia i Pesca de les Corts Valencianes.

## Obres
- Requena 1976: los datos de un desastre (1976)